# مویکوویچ
مویکوویچ (به صربی: Mojković) یک منطقهٔ مسکونی در صربستان است که در کروپانگ واقع شده‌است. مویکوویچ ۷۹۰ نفر جمعیت دارد.